# یواس‌اس تیلاموک (ای‌تی-۱۶)
یواس‌اس تیلاموک (ای‌تی-۱۶) (به انگلیسی: USS Tillamook (AT-16)) یک کشتی بود که طول آن ۱۲۲ فوت ۶ اینچ (۳۷٫۳۴ متر) بود. این کشتی در سال ۱۹۱۴ ساخته شد.